# دومینیک وایدمن
دومینیک وایدمن (انگلیسی: Dominik Widemann؛ زادهٔ ۳۰ ژوئیهٔ ۱۹۹۶) بازیکن فوتبال اهل آلمان است.
از باشگاه‌هایی که در آن بازی کرده‌است می‌توان به باشگاه فوتبال هایدنهایم اشاره کرد.